# Anhydrite soluble
L'anhydrite soluble, encore nommé anhydrite III ou anhydrite α, est un corps chimique minéral dont la formule brute se note par convention Ca2SO4· ε H2O. Hygroscopique et soluble dans l'eau, il se transforme facilement en plâtre qui est essentiellement un hémihydrate de sulfate de calcium, soit lentement à l'air humide soit instantanément dans l'eau.

## Caractéristiques physico-chimiques
Il s'agit du produit de la déshydratation du gypse à température modérée, autour de 200 °C. Poreux, hygroscopique, et même conservant par sa structure lacunaire des traces d'eau, l'anhydrite est souvent un corps minéral artificiel, massivement produit dans l'industrie du plâtre.
Il est aussi un déshydratant commun, facilement régénéré par un chauffage à 200 °C. Il est faiblement soluble dans l'eau, avec un maximum 2,09 g·L-1 à 30 °C.
Il est utilisé comme pigment blanc par les artistes, notamment en sculpture ou plus spécifiquement pour les gessos.

## Autres anhydrites
Il existe d'autres anhydrites, par exemple :
- l'anhydrite I naturelle ;
- l'anhydrite II ou β, insoluble, de densité 2,61, à structure lacunaire.

Notons que le plâtre surcuit est un mélange d'anhydrite II et III. Le comportement à la chaleur des mélanges d'anhydrites est un sujet d'étude complexe.